# Salvador Dalí i Cusí
|  | Per a altres significats sobre Salvador Dalí, vegeu «Salvador Dalí (desambiguació)». |

Salvador Dalí i Cusí (Cadaqués, l'Alt Empordà, 1872 - Figueres, l'Alt Empordà, 1950) va ser un notari, lliurepensador, federalista i esperantista català. És conegut per haver escrit les primeres pàgines sobre l'esperanto en llengua catalana. Era el pare de Salvador Dalí i Domènech.
La seva primera dona va ser Felipa Domènech i Ferrés, mare de Salvador Dalí i Domènech i molt devota de la religió catòlica. Morirà el 1921 i l'any següent Dalí i Cusí es casarà amb la germana de la difunta, Caterina. De professió notari, Dalí i Cusí era un home molt recte, però alhora lliurepensador. Així, va permetre al seu fill encaminar-se a les arts. El 1910 el va inscriure al Col·legi Hispanofrancès de la Immaculada Concepció de Figueres, en el qual aprendria la llengua de cultura de l'època, el francès. Dalí i Cusí serà fonamental en la carrera artística del seu fill, ja que li imposarà una condició per ser pintor: que vagi a estudiar a l'Escola de Belles Arts de Madrid. El seu fill va acceptar el tracte. Posteriorment l'expulsarà de la família en saber que, seguint les consignes surrealistes contra la pàtria, la família i la religió, el seu fill havia escrit "de vegades escupo per plaer sobre el retrat de ma mare", a més s'havia enamorat de la subversiva Gala i havien començat a viure junts. Escriurà llavors al gran amic del seu fill, Federico García Lorca, explicant-li la seva reacció d'aquesta manera: "No sé si s'ha assabentat que vaig haver de fer fora de casa el meu fill. Ha sigut molt dolorós per a nosaltres, però per dignitat va caldre prendre aquesta decisió. La seva indignitat ha arribat a tal punt que accepta diners i menjar d'una dona casada."
El seu fill li va fer diversos retrats, on destaca el seu caràcter autoritari. El més conegut és una pintura a l'oli de 1925 titulada Retrat del meu pare. Actualment l'obra forma part de la col·lecció permanent del Museu Nacional d'Art de Catalunya d'ençà que aquest la va adquirir el 1962. Es considera una de les millors pintures de joventut de Dalí. L'obra mostra un personatge amb caràcter, imponent i majestuós des d'una perspectiva de tres quarts. La seva mirada es dirigeix a l'espectador amb agudesa, com si no volgués perdre de vista al seu brillant i rebel fill. Aquesta obra forma part de les que Salvador Dalí i Domènech va seleccionar per a la seva primera exposició individual, que va tenir lloc el novembre de 1925 a les Galeries Dalmau de Barcelona.
Com a esperantista, Salvador Dalí i Cusí va ser un dels pioners de la promoció de la llengua auxiliar internacional esperanto a Catalunya. Així, el 1905 va escriure un article de tres pàgines a la primera revista d'una associació esperantista catalana, editada a Ceret per Paul Berthelot, i que agrupava esperantistes d'ambdues bandes dels Pirineus. També va participar en el 5è congrés universal d'esperanto, celebrat a Barcelona el 1909, juntament amb personalitats com Pujulà i Vallés, Jaume Grau, Inglada Ors o el mateix Zamenhof, que havia creat la llengua el 1887.